# قائمة المحلات التجارية الكبرى في تونس
تحتوي هذه القائمة على قائمة المحلات التجارية الكبرى في تونس.

## القائمة
- أوشان
- كارفور
- كارفور ماركت
- شامبيون
- جيان
- المغازة العامة
- ميركور ماركت
- مونوبري ( مونوبري)
- بروموغرو